# Diocese de Guarabira
A Diocese de Guarabira (Dioecesis Guarabirensis) é uma circunscrição eclesiástica da Igreja Católica no Brasil, pertencente à Província Eclesiástica de Paraíba e ao Conselho Episcopal Regional Nordeste II da Conferência Nacional dos Bispos do Brasil, sendo sufragânea da Arquidiocese da Paraíba. A sé episcopal está na Catedral Nossa Senhora da Luz, na cidade de Guarabira, no estado da Paraíba.

## Histórico
A Diocese de Guarabira foi criada pelo Papa João Paulo II através da Bula “Cum Exoptaret”, no dia 11 de outubro de 1980, desmembrada da Arquidiocese da Paraíba, da qual era Região Episcopal desde 1976, e instalada como Diocese no dia 27 de dezembro de 1981.

## Demografia
Em 2016, a diocese contava com uma população aproximada de 466 mil habitantes, com 88,4% de católicos. O território da diocese é de 4.391 km², organizado em 34 paróquias, 6 áreas pastorais e 32 cidades.
Atualmente, a diocese é dividida administrativa e pastoralmente em 8 foranias, com as seguintes paróquias e áreas pastorais:
FORANIA DE GUARABIRA
- Paróquia Catedral Nossa Senhora da Luz - Guarabira
- Paróquia Santo Antônio - Guarabira
- Paróquia Imaculada Conceição - Guarabira 
- Paróquia Nossa Senhora de Guadalupe - Guarabira
- Paróquia Jesus Ressuscitado - Guarabira
FORANIA DE MARI
- Paróquia Sagrado Coração de Jesus e São Sebastião - Mari
- Paróquia São Sebastião - Araçagi 
- Paróquia Nossa Senhora do Rosário - Cuitegi
- Paróquia São Sebastião - Pilõezinhos
FORANIA DE ALAGOA GRANDE
- Paróquia Nossa Senhora da Boa Viagem - Alagoa Grande
- Paróquia São José - Alagoa Grande
- Paróquia Nossa Senhora da Conceição - Alagoinha 
- Paróquia Santo Antônio - Mulungu 
- Paróquia Nossa Senhora das Dores - Juarez Távora
FORANIA DE AREIA
- Paróquia Nossa Senhora da Conceição - Areia
- Paróquia Sagrado Coração de Jesus - Pilões 
- Paróquia Nossa Senhora do Patrocínio - Remígio 
- Área Pastoral Sagrado Coração de Jesus - Algodão de Jandaíra
FORANIA DE SOLÂNEA
- Paróquia Santo Antônio - Solânea 
- Paróquia Sagrada Família - Solânea 
- Paróquia Nossa Senhora da Piedade - Arara
- Paróquia Nossa Senhora do Perpétuo Socorro - Casserengue
FORANIA DE ARARUNA
- Paróquia Santuário Nossa Senhora da Conceição - Araruna
- Paróquia Santo Antônio - Cacimba de Dentro 
- Paróquia Sant'Ana - Tacima
- Área Pastoral São Francisco de Assis - Logradouro - Cacimba de Dentro 
- Área Pastoral Nossa Senhora da Conceição e Santo Antônio - Riachão
FORANIA DE BANANEIRAS
- Paróquia Nossa Senhora do Livramento - Bananeiras
- Paróquia Sagrado Coração de Jesus - Serraria
- Paróquia Nossa Senhora do Carmo - Borborema 
- Paróquia Santa Inês e São Sebastião - Dona Inês 
- Paróquia Santa Luzia - Tabuleiro - Bananeiras
- Área Pastoral Nossa Senhora da Boa Viagem - Roma - Bananeiras
FORANIA DE PIRPIRITUBA
- Paróquia Nossa Senhora do Rosário - Pirpirituba 
- Paróquia Nossa Senhora da Conceição - Sertãozinho 
- Paróquia Santuário Nosso Senhor do Bom Fim - Serra da Raiz
- Paróquia São Sebastião - Lagoa de Dentro
- Paróquia Sagrada Família - Belém 
- Paróquia Nossa Senhora do Rosário - Caiçara e Logradouro
- Área Pastoral Sagrado Coração de Jesus - Duas Estradas

## Bispos
|        | Nome                                | Período      | Notas                         |
| Bispos | Bispos                              | Bispos       | Bispos                        |
| ------ | ----------------------------------- | ------------ | ----------------------------- |
| 4º     | Aldemiro Sena dos Santos            | 2017 — atual |                               |
| 3º     | Francisco de Assis Dantas de Lucena | 2008 — 2016  | Nomeado bispo de Nazaré       |
| 2º     | Antônio Muniz Fernandes, O.Carm.    | 1998 — 2006  | Nomeado Arcebispo de Maceió.  |
| 1º     | Marcelo Pinto Carvalheira           | 1981 — 1995  | Nomeado Arcebispo da Paraíba. |